# Chambre des comptes de Pau
La chambre des comptes de Pau est une institution financière créée en 1527 par le roi de Navarre Henri II, de la maison d'Albret, aussi possesseur de plusieurs fiefs du royaume de France, notamment le Béarn. À cette date, il ne règne plus que sur la Basse-Navarre, la plus grande partie de son royaume, notamment la capitale, Pampelune, ayant été conquise et annexée par Ferdinand d'Aragon en 1512. Vers la même époque, il crée la chambre des comptes de Nérac. 
Ces deux chambres sont réunies en 1624, recevant le nom de chambre des comptes de Navarre, qu'il ne faut pas confondre avec l'institution navarraise (siégeant à Pampelune) portant ce nom. En 1691, Louis XIV intègre la chambre des comptes de Navarre au Parlement de Navarre (siègeant à Pau).

## Histoire

### Règne de Henri II de Navarre: les chambres de Pau et de Nérac
La chambre des comptes de Pau est fondée le 4 janvier 1527 par Henri II, avec pour ressort le Béarn, la Basse-Navarre, les comtés de Foix et de Bigorre, les vicomtés de Marsan, Tursan, Gavardon, Lautrec, Nebouzan, les baronnies de Captieux et d'Aster-Villemur. 
La chambre des comptes de Nérac est créée à la même date que celle de Pau, avec comme ressort le duché d'Albret, le comté d'Armagnac et toutes ses dépendances, le pays d'Eaussan, la seigneurie de Riviere-Basse, le comté de Fezensaguer et ses dépendances, le comté de Rodez et les quatre châtellenies du Rouergue, le comté de Périgord et la vicomté de Limoges.

### Règnes des «rois de France et de Navarre» (1589-1789)
En 1589, le roi de Navarre Henri III devient roi de France sous le nom de Henri IV. Il porte désormais le titre de roi de France et de Navarre, aussi utilisé par ses successeurs de la dynastie des Bourbons.
En 1624, son fils Louis XIII réunit les deux chambres des comptes, qui deviennent la chambre des comptes de Navarre. 
En 1691, Louis XIV réunit la chambre des comptes de Navarre au Parlement de Navarre siégeant à Pau. Ce parlement est à la fois chambre des comptes, cour des aides et des finances. Comme il avait été nécessaire de distraire plusieurs terres et seigneuries du ressort de cette Chambre des comptes pour former la juridiction des cours souveraines établies à Bordeaux et à Montauban, on a uni au parlement de Pau tout le pays de Soule, qui dépendait auparavant du parlement de Bordeaux.
Toutes ces institutions sont abolies par l'Assemblée nationale constituante dans les années 1789-1790, qui marquent le début de la Révolution française.